# 金峰山県立自然公園
金峰山県立自然公園（きんぼうざんけんりつしぜんこうえん）は、熊本県が指定する県立自然公園である。金峰山をはじめ、立田山や田原坂周辺一体を含んでいる。

## 地理
指定されている面積は8225ha、熊本市（旧植木町も含む）、玉名市（旧天水町）、玉東町にまたがっている。
金峰山の標高は約665メートルあり二重式火山となっている。熊ノ岳は約685メートル。三ノ岳は約681メートルある。立田山の標高は約152メートルある。
西南戦争に関する田原坂もその1つである。

## 主な史跡・観光地
- 岩戸観音
- 本妙寺
- 小萩園
- 峠の茶屋
- 小天（おあま）温泉
- 河内温泉
- 田原坂公園
- 吉次（きちじ）峠

## 関係自治体
- 熊本市
- 玉名市
- 玉名郡玉東町